# Campylocentrum pygmaeum
Campylocentrum pygmaeum  é uma espécie de orquídea, família Orchidaceae, que existe em Porto Rico e Guadalupe. Trata-se de planta epífita, monopodial, com caule curto, cujas inflorescências brotam do nódulo do caule oposto à base da folha. As flores têm sépalas e pétalas livres, e nectário atrás do labelo. Pertence à secção de espécies de Campylocentrum com folhas planas, inflorescências do mesmo comprimento das folhas, e nectário curto.

## Publicação e histórico
- Campylocentrum pygmaeum Cogn. in I.Urban, Symb. Antill. 4: 183 (1903).

Conforme informações fornecidas pela descrição desta espécie, trata-se de uma das menores, se não a menor espécie deste gênero, entre as que tem folhas. Seu caule mede 3 cm de comprimento por 0,15 cm de diâmetro; as folhas, 1 x 0,3 cm; a inflorescência é aproximadamente do mesmo comprimento que as folhas, as flores são verde pálido ou amarelados, com ovário levemente pubescente; as sépalas e pétalas eretas e ovais e agudas com 1 mm de comprimento; o labelo é simples, agudo, com nectário bulboso, levemente curvo.